# Petersianthus
Petersianthus es un género con cuatro especies de árboles perteneciente a la familia Lecythidaceae. 

## Especies
- Petersianthus africanus Merr.
- Petersianthus macrocarpus (P.Beauv.) Liben
- Petersianthus minor Merr.
- Petersianthus quadriculatus Merr.

## Sinónimos
- Combretodendron A.Chev. ex Exell
- Petersia